# Zwickauer Damm (metrostation)
Zwickauer Damm is een station van de metro van Berlijn, gelegen onder de gelijknamige straat op de grens van de stadsdelen Gropiusstadt en Rudow. Het metrostation werd geopend op 2 januari 1970 en ligt aan lijn U7, waarvan het twee en een half jaar het zuidoostelijke eindpunt was.
Aan het begin van de 1960 verrezen op het grondgebied van de stadsdelen Britz, Buckow en Rudow, in het zuidoosten van West-Berlijn, grote nieuwe woonwijken, die een snelle openbaarvervoerverbinding nodig hadden. Om het nieuwbouwgebied te ontsluiten besloot men lijn CI (de huidige U7) te verlengen naar het zuiden. In 1963 werd de eerste etappe van de verlenging voltooid en bereikte de lijn station Britz-Süd. Ondertussen was men begonnen met de bouw van de Gropiusstadt, een grootschalig nieuwbouwgebied dat ruim 50.000 inwoners zou gaan tellen. In 1965 ging de eerste spade in de grond voor de tweede etappe van de verlenging, die lijn 7 dwars door Gropiusstadt naar de Zwickauer Damm zou brengen. Aangezien de metroaanleg samenviel met de ontwikkeling van de wijk, hoefde men hier geen rekening te houden met het stratenpatroon; straten en huizenblokken werden simpelweg later over de tunnel heen gebouwd. Dit is ook het geval bij station Zwickauer Damm: het metrostation ligt dwars op de gelijknamige straat en deels onder een woontoren. Zwickauer Damm zou niet lang het eindstation van de lijn zijn: op 1 juli 1972 werd de U7 met één station verlengd tot het huidige eindpunt Rudow.
Station Zwickauer Damm werd ontworpen door Rainer Rümmler, indertijd huisarchitect van de Berlijnse metro. De wanden van het station zijn bekleed met grote olijfgroene tegels, onderbroken door een horizontale band met witte tegels, waarop de stationsnaam geschreven is. De zuilen kregen een donkergrijze betegeling. Alle in 1970 geopende metrostations in Gropiusstadt (alsmede enkele uit dezelfde periode daterende stations op de U9) hebben een dergelijk standaardontwerp zonder opsmuk; alleen de kleurstelling verschilt per station. In tegenstelling tot de perronhal, die overigens vlak onder het maaiveld ligt, werd het bovengrondse toegangsgebouw wel volgens een uniek ontwerp gebouwd. Dit gebouw staat aan de westzijde van de Zwickauer Damm en heeft een opvallend veelhoekig dak, dat op meerdere plaatsen geknikt is en buiten de muren uitsteekt. Vanuit de hal leiden trappen en roltrappen naar het midden van het eilandperron. De inbouw van een lift zal volgens de prioriteitenlijst van de Berlijnse Senaat pas na 2010 plaatsvinden.